# Gibson J-160E

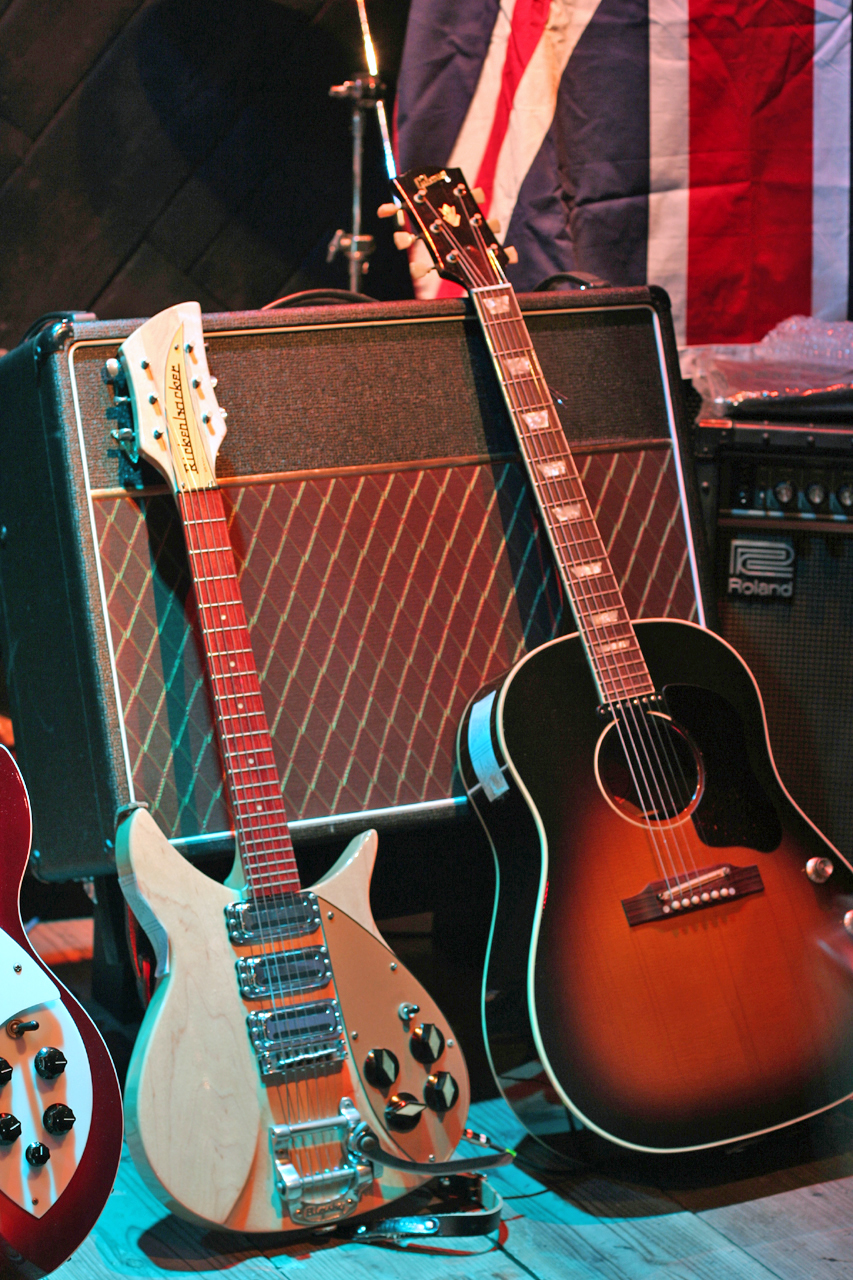
La Gibson J-160E de Lennon a la derecha

La Gibson J-160E es una de las primeras guitarras electroacústicas producidas por la Gibson Guitar Corporation.
La J-160E fue el segundo intento de Gibson en la creación de una guitarra acústica-eléctrica (el primero fue una guitarra de cuerpo pequeño, el modelo CF-100E). El concepto básico era para adaptar una solo micrófono y sus partes electrónicas asociadas, en una guitarra acústica "dreadnought" de tamaño normal. La J-160E utiliza capas de madera enchapada en la mayor parte del cuerpo de la guitarra, con construcción de refuerzos en escalera, mientras que otras Gibsons acústicas fueron con refuerzos en X. El diapasón era de palo de rosa (madera especial) y marcadores de diapasón en forma trapezoidal (inlays). La guitarra tenía un puente ajustable. Para la amplificación, contaba con una pastilla (micrófono) de una sola bobina "single coil" (llamadas P-90) que se instalaron en la parte superior del cuerpo en el borde del diapasón (similar a las pastillas "flotantes" en algunas guitarras acústicas "archtop"), con un volumen y un control de tono.
John Lennon y George Harrison la utilizaron con frecuencia con The Beatles, tanto en el escenario como en el estudio. Hoy en día, Gibson Guitar Corporation produce un modelo estándar J-160E y el modelo John Lennon J-160E, tributo, basada en la J-160E que utilizó durante los días de la Cama por la paz de John y Yoko (Bed in for peace) de 1969. Epiphone hace un modelo llamado John Lennon-160E con una réplica de la firma.

## Notables usuarios de la J-160E
Barry Gibb de los Bee Gees usaba una J-160E, y se puede ver en varias presentaciones en vivo de la banda desde 1967 a 1968.
Sam Lightnin Hopkins usaba una J-160e que se encuentra en exhibición en el Salón de la Fama del rock.